# Erik Finn Kleinlein
Erik Finn Kleinlein (* 3. Dezember 2001 in Nürnberg) ist ein deutscher Hockeyspieler.

## Vereinskarriere
Erik Finn Kleinlein spielt beim Mannheimer HC. Auf dem Feld spielt er im Mittelfeld und in der Halle in der Verteidigung mit der Rückennummer 12.
Seine Karriere begann 2004, im Alter von drei Jahren, bei der HG Nürnberg, wo er bis 2020 aktiv war. Bereits 2014 erreichte er mit seinem Team den 3. Platz bei den deutschen Meisterschaften der Knaben A (U14) in seinem Heimatverein der Hockey Gesellschaft Nürnberg.
Im Jahr 2020 wechselte er zur Herrenmannschaft des Mannheimer Hockey Clubs, die in der 1. Bundesliga aktiv ist. Für diesen Wechsel entschied er sich um seine spielerischen Fähigkeiten auf höherem Niveau auszubauen.
Im Jahr 2023 sicherte er sich mit seinem Team den ersten Platz im Europapokal der Halle und den zweiten Platz bei den deutschen Meisterschaften auf dem Feld. Im Januar 2024 gewinnt Erik zum zweiten Mal die Deutsche Hallenhockey Meisterschaft mit dem Mannheimer HC in Frankfurt. Die Mannschaft konnte sich im Shootout mit 7:5 gegen den Lokalrivalen TSV Mannheim durchsetzten. Damit qualifizierte sich das Team für den Europapokal der Landesmeister im kommenden Jahr.
Im Mai 2024 gewann er mit dem Mannheimer HC auch die Deutsche Feldhockey Meisterschaft und holt sich somit das Double. ( Quelle DHB/hockey - Startseite abgerufen am 24. Mai 2024)

## Nationalmannschaft
Sein erstes Jugendländerspiel in Chatenay-Malabry in Frankreich am 19. April 2016 markiert den Beginn seiner internationalen Karriere. Ein Jahr später nahm er am Sommerturnier der U-16 in Nottingham teil. Zwischen 2016 und 2022 absolvierte Erik Kleinlein 69 Länderspiele in verschiedenen Altersklassen im Junioren Bereich. Bei diesen Einsätzen konnte er sechs Tore erzielen. 2018 erreichte er bei der U-18 Europameisterschaft in Santander den 3. Platz.
Am 12. Mai 2021 debütierte Kleinlein in der deutschen Nationalmannschaft mit seinem ersten A-Kader Länderspiel in London gegen Großbritannien. Bis März 2023 folgten sechs weitere Spiele auf höchstem internationalen Niveau.
Bei der U-21 Weltmeisterschaft 2021 in Bhubaneshwar erreichte die deutsche Mannschaft durch einen 4:2-Sieg gegen Indien das Finale, dort unterlag sie den Argentiniern.
Ebenfalls den 2. Platz erlangte das Team bei der U-21 Europameisterschaft in Gent im Jahr 2022. Im gleichen Jahr gewann er mit dem Mannheimer Hockey Club die deutsche Meisterschaft in der Halle.
Erik Finn Kleinlein wurde im Februar 2024, durch einen 5:2-Sieg gegen Polen, Europameister in der Halle in Leuven.

## Leben
Parallel zu seinen sportlichen Erfolgen beendet er seine Schullaufbahn am Melanchthon-Gymnasium in Nürnberg mit der allgemeine Hochschulreife. Im Jahr 2021 begann er ein Psychologiestudium an der Universität in Heidelberg.